# Cornelius Cardew
Cornelius Cardew, né le 7 mai 1936 à Winchcombe, Gloucestershire et mort le 13 décembre 1981 à Leyton, est un musicien et compositeur britannique de musique contemporaine, improvisée et avant-gardiste. Membre du groupe AMM et l’un des fondateurs, avec Howard Skempton et Michael Parsons, de l’ensemble expérimental Scratch Orchestra.
Rares sont les musiciens du XXe siècle qui, comme l'Anglais Cornelius Cardew, auront essayé de faire cohabiter musique et politique avec autant d'exigence, d'intensité et d'inventivité. Compositeur, performeur, graphiste professionnel et militant marxiste-leniniste très engagé, il incarne à la fois les paradoxes et la formidable ébullition intellectuelle de son époque. Depuis sa disparition en 1981, son œuvre n'a cessé de prendre de l'importance aux yeux des nouvelles générations de compositeurs.

## Biographie
Né en 1936 dans une famille d'artistes (son père est pottier et sa mère artiste), Cardew commence sa carrière musicale comme choriste. Admis à la Royal Academy of Music de Londres, il y étudie le piano, le violoncelle et la composition (avec Howard Ferguson) et devient un musicien remarquablement complet. Il donne la première britannique de Structures IIa de Pierre Boulez avec Richard Rodney Bennett, au piano, ainsi que celle de Le Marteau sans maître du même compositeur, à la guitare cette fois. En 1958, il se voit attribuer une bourse qui lui permet d'être l'assistant de Karlheinz Stockhausen au Studio for Electronic Music de Cologne, alors que le musicien allemand compose Carré ,. Stockhausen est impressionné par les talents variés de Cardew, qui peut aussi bien interpréter de complexes partitions pour piano qu'improviser très librement sur n'importe quel instrument, et est au courant des techniques de composition les plus avancées.
Âgé d'à peine 22 ans et déjà à la pointe de la recherche musicale européenne, Cornelius rencontre John Cage et David Tudor, alors en tournée à Cologne. Cet échange est déterminant et convainc Cardew d'abandonner l'école post-sérielle européenne pour se consacrer à une approche plus expérimentale de la musique. 

### La partition graphique
Cette époque correspond à une période de réflexion intense et de remise en cause de la notation musicale. Pour Cardew, l'interprétation musicale ne doit pas être réservée seulement à quelques spécialistes. Il écrit donc plusieurs partitions sous forme de partitions graphiques, destinées à rapprocher l'exécutant du compositeur. Selon lui, la notation n'est pas une fin en soi ; elle est juste un moyen de stimuler l'interprète qui doit à son tour accepter et assumer son importante contribution musicale à la pièce. Cardew cherche ainsi à libérer l'exécutant de la partition. Il est intéressant de remarquer que, déjà, il s'éloigne de Cage. Ce dernier cherche à « libérer » les sons de la partition par le biais de l'indétermination, mais impose souvent une attitude assez stricte à l'interprète.
Automn' 60 et Octet' 61 sont deux partitions de Cardew utilisant la notation traditionnelle de manière déviante. Chaque note est directement liée à une action concrète et offre un très grand champ de possibilités à l'interprète. Celui-ci peut choisir la durée, l'instrument, la nuance et l'intensité. Ses choix entraînent encore d'autres possibilités, ainsi que plusieurs restrictions. Il doit être extrêmement rigoureux et méthodique mais jouit d'une grande liberté. Liberté sur le papier seulement… Cardew constate en effet que, loin d'être un terrain libre et ouvert, ses partitions effrayent une grande partie des musiciens. Ceux qui s'y aventurent se trouvent finalement bloqués par la rigueur de son écriture.
La partition graphique constitue une autre possibilité pour atteindre un équilibre entre précision et lisibilité. Cardew, graphiste de métier pour une maison d'édition, se révèle particulièrement talentueux dans ce domaine.

### Treatise
Son chef-d’œuvre en la matière est Treatise, qu’il compose de 1963 à 1967. Avec cette œuvre, il s’éloigne presque totalement de la notation musicale traditionnelle. Treatise est un ensemble de formes géométriques enchevêtrées, traversé par une droite centrale qui sert généralement de repère tout au long de la partition. L’instrumentation et le nombre d’interprètes sont libres. Il s’agit d’établir des rapports entre les formes graphiques et l’exécution. Il n’y a pas de règles prédéfinies ; chaque groupe d’interprètes établit ses propres rapports et les traduit musicalement. Cardew espère ainsi attirer ce qu’il appelle les « innocents musicaux », qui donneront, pense-t-il, les meilleures interprétations de l’œuvre.
La partition est très riche et inspire beaucoup de musiciens. Treatise est une vraie réussite musicale et fait de Cardew un compositeur très influent. En 1966, Morton Feldman dira de lui : « Quelque direction que puisse prendre la musique en Angleterre, elle ne pourra émerger qu’à partir de Cardew, à cause de lui, grâce à lui. Si les nouvelles idées sur la musique peuvent aujourd’hui être perçues comme un mouvement en Angleterre, c’est parce qu'il tient le rôle d'une force morale, d'un centre moral. »
Néanmoins, Treatise symbolise aussi un échec pour Cardew. En effet, les meilleures versions sont jouées non pas par des novices mais par de solides musiciens, à la fois rompus aux pratiques musicales contemporaines et au graphisme. Sa remise en question de la notation classique au profit de la notation graphique n’a donc pas résolu le problème de l’accessibilité. La musique expérimentale est encore réservée à une élite, dont il est maintenant l’un des meneurs.

### L’improvisation
1966 est aussi l’année où il rejoint le groupe d’improvisation libre AMM composé alors de Lou Gare (en), Eddie Prévost et Keith Rowe. Avec AMM, il réfléchit à la notion d’improvisation. Ses réflexions aboutiront à un essai intitulé Toward an Ethic of Improvisation, dans lequel il dénonce notamment l’absurdité d’enregistrer des performances improvisées. L’improvisation est une interaction entre les musiciens, leurs états et le contexte du jeu. Sortie de ce contexte, l’improvisation perd de sa substance et devient, sur un disque, juste quelque chose de bizarre à écouter !

### La politique
Cardew renforce ensuite son activité politique et adopte plus clairement un positionnement marxiste-léniniste. En 1979, il fonde le parti communiste marxiste-léniniste anglais. Musicalement, il suit les idées maoïstes, conciliant à la fois exigence artistique et clarté du message politique. Il compose alors The Great Learning, une œuvre s'inspirant de textes sur la religion confucéenne et dont certains aspects reposent sur les caractères de calligraphie chinoise. Alors que Treatise relevait entièrement de l'abstraction, The Great Learning offre aux nombreux exécutants un choix considérable de situations et de matériaux très concrets. Chaque interprète est libre de choisir la partie qu'il veut jouer. Ainsi, chaque partie est une pierre ajoutée à l'édifice et chaque individu œuvre pour le bien-être de la communauté.

### Le Scratch Orchestra
Afin de pouvoir jouer cette partition qui nécessite beaucoup de personnel, Cardew forme en 1969 avec Howard Skempton et Michael Parsons le Scratch Orchestra, un groupe formé en majorité de non-spécialistes. Au sein de cette micro-société artistique et démocratique, un Cardew n'a pas plus d'influence qu'un jeune inconnu. Chaque membre a la possibilité d'organiser un concert avec une petite partie ou bien avec tous les membres du groupe, dans un lieu de son choix. Purement conceptuelles ou articulées autour de classiques populaires, les représentations du groupe contribuent à libérer la musique de ses habitudes. Tout le monde peut lire, interpréter et contribuer au développement de la "Scratch music".
Le groupe se sépare en 1970 en raison de dissensions politiques entre Cardew qui se réclame du marxisme et les autres membres qui refusent l'engagement politique.

### Période néo-romantique
À la séparation du groupe, Cardew abandonne totalement l’avant-garde, radicalisant ses activités politiques. Il adopte un style musical néo-romantique en revisitant des chansons à la gloire du parti. Il publie Stockhausen Serves Imperialism, pamphlet dans lequel il dénonce l’élitisme de l'avant-garde et fait une sorte de mea culpa. À cette époque, il s’implique dans des manifestations de rue, notamment liées à l’anti-fascisme, et est plusieurs fois arrêté.
C’est au moment où il remet en cause la rigueur de ses idées politiques qu’il meurt subitement, renversé par un chauffard qui n’a jamais été retrouvé. Ses amis disent qu'il a été assassiné pour ses convictions politiques.

## Postérité
Aujourd’hui, l’œuvre de Cardew passionne de plus en plus d’artistes et les interprétations de son Treatise sont de plus en plus nombreuses, mais il est encore difficile de parler d’héritage. Néanmoins, l’exemple des Canadiens de Trampoline Hall (en), qui organisent d’étonnantes conférences dont les intervenants ne sont absolument pas spécialistes des sujets proposés, nous montre que l’influence de Cardew ne se limitera pas au monde musical.

## Publications
- Stockhausen Serves Imperialism écrit par Cornelius Cardew et publié en 1974 en anglais par Latimer New Dimensions Limited: London